# Dario Nicoletti
Dario Nicoletti (Mariano Comense, 7 maart 1967) is een Italiaans voormalig professioneel wielrenner. Hij reed voor onder meer Lampre en Mapei.

## Resultaten in voornaamste wedstrijden
| Jaar | Ronde van Italië | Ronde van Frankrijk | Ronde van Spanje |
| ---- | ---------------- | ------------------- | ---------------- |
| 1991 | 102e             |                     |                  |
| 1992 | 137e             |                     |                  |
| 1993 | 109e             |                     | 99e              |
| 1994 | 83e              |                     |                  |
| 1997 |                  |                     |                  |

| Jaar | Milaan-San Remo | Gent-Wevelgem | Ronde van Vlaanderen | Parijs-Roubaix |
| ---- | --------------- | ------------- | -------------------- | -------------- |
| 1991 | 122e            |               |                      |                |
| 1992 |                 |               |                      |                |
| 1993 | 136e            |               |                      |                |
| 1994 |                 | 79e           |                      |                |
| 1997 | 85e             | 92e           | 45e                  | 48e            |